# Max Bolliger (Radsportler)
Max Bolliger (* 3. Dezember 1917; † unbekannt) war ein Schweizer Radrennfahrer.

## Sportliche Laufbahn
Bolliger war im Strassenradsport aktiv. Sein bedeutendster sportlicher Erfolg war beim Sieg von Robert Zimmermann der zweite Platz in der Tour de Suisse 1939. 1941 war er 14. und 1942 22. der Rundfahrt geworden. 1937 wurde er Dritter in der Tour du Lac Léman hinter dem Sieger Werner Buchwalder. Er bestritt bis 1946 als Unabhängiger Radrennen. 1947 fuhr er für das Radsportteam Tebag.